# 隱珠寺
隱珠寺位於四川省南充市高坪區走馬鄉，文物遺址年代判定為明、清。2002年12月27日公佈為四川省第六批省級文物保護單位。